# トゥイーズ
『トゥイーズ』(Tweez)はアメリカのマスロックバンド、スリントのデビューアルバム。1989年発売。曲名はメンバーそれぞれの両親の名前から採られた。最終曲「Rhoda」はドラマーのブリット・ウォルフォードの飼い犬の名前。

## 収録曲

### A面：Bemis
1. "Ron" - 1:55
2. "Nan Ding" - 1:47
3. "Carol" - 3:40
4. "Kent" - 5:48

### B面：Gerber
1. "Charlotte" - 4:29
2. "Darlene" - 3:05
3. "Warren" - 2:32
4. "Pat" - 3:35
5. "Rhoda" - 2:56

## 参加ミュージシャン
- デヴィッド・パジョー - ギター
- ブライアン・マクマハン - ギター、ボーカル
- ブリット・ウォルフォード - ドラムス
- イーサン・バックラー - ベースギター